# Grand Prix Júnior de Patinação Artística no Gelo na Romênia
O Grand Prix Júnior de Patinação Artística no Gelo na Romênia (muitas vezes intitulado: Harghita Cup e Braşov Cup) é uma competição internacional de patinação artística no gelo de nível júnior. A competição é organizada pela União Internacional de Patinação (ISU), e disputada no outono, em alguns anos, como parte do Grand Prix Júnior de Patinação Artística no Gelo.

## Edições
| Ano        | Edição               | Cidade sede          | Júnior               | Júnior               | Júnior               | Júnior               | Ref                  |
| Ano        | Edição               | Cidade sede          | M                    | F                    | P                    | D                    | Ref                  |
| ---------- | -------------------- | -------------------- | -------------------- | -------------------- | -------------------- | -------------------- | -------------------- |
| 2004       | 1.ª                  | Miercurea Ciuc       | •                    | •                    | •                    | •                    | [ 1 ]                |
| 2005       | Não houve competição | Não houve competição | Não houve competição | Não houve competição | Não houve competição | Não houve competição | Não houve competição |
| 2006       | 2.ª                  | Miercurea Ciuc       | •                    | •                    | –                    | •                    | [ 2 ]                |
| 2007       | 3.ª                  | Miercurea Ciuc       | •                    | •                    | –                    | •                    | [ 3 ]                |
| 2008– 2009 | Não houve competição | Não houve competição | Não houve competição | Não houve competição | Não houve competição | Não houve competição | Não houve competição |
| 2010       | 4.ª                  | Braşov               | •                    | •                    | –                    | •                    | [ 4 ]                |
| 2011       | 5.ª                  | Braşov               | •                    | •                    | –                    | •                    | [ 5 ]                |

Legenda
- –  Evento não disputado neste ano

## Lista de medalhistas

### Individual masculino
| Evento                         | Ouro                             | Prata                          | Bronze                      |
| Miercurea Ciuc 2004 (detalhes) | Ryo Shibata · Japão              | Sergei Dobrin · Rússia         | Mikhail Magerovski · Rússia |
| 2005                           | Não houve competição             | Não houve competição           | Não houve competição        |
| Miercurea Ciuc 2006 (detalhes) | Tommy Steenberg · Estados Unidos | Artem Borodulin · Rússia       | Hirofumi Torii · Japão      |
| Miercurea Ciuc 2007 (detalhes) | Adam Rippon · Estados Unidos     | Ivan Bariev · Rússia           | Takahito Mura · Japão       |
| 2008–2009                      | Não houve competição             | Não houve competição           | Não houve competição        |
| Braşov 2010 (detalhes)         | Keegan Messing · Estados Unidos  | Joshua Farris · Estados Unidos | Keiji Tanaka · Japão        |
| Braşov 2011 (detalhes)         | Maxim Kovtun · Rússia            | Ryuju Hino · Japão             | Nam Nguyen · Canadá         |

### Individual feminino
| Evento                         | Ouro                            | Prata                               | Bronze                           |
| Miercurea Ciuc 2004 (detalhes) | Akiko Kitamura · Japão          | Nana Takeda · Japão                 | Jessica Houston · Estados Unidos |
| 2005                           | Não houve competição            | Não houve competição                | Não houve competição             |
| Miercurea Ciuc 2006 (detalhes) | Nana Takeda · Japão             | Melissa Bulanhagui · Estados Unidos | Ekaterina Kozireva · Rússia      |
| Miercurea Ciuc 2007 (detalhes) | Chrissy Hughes · Estados Unidos | Alena Leonova · Rússia              | Rumi Suizu · Japão               |
| 2008–2009                      | Não houve competição            | Não houve competição                | Não houve competição             |
| Braşov 2010 (detalhes)         | Elizaveta Tuktamysheva · Rússia | Kristiene Gong · Estados Unidos     | Shion Kokubun · Japão            |
| Braşov 2011 (detalhes)         | Polina Shelepen · Rússia        | Polina Korobeynikova · Rússia       | Kim Hae-jin · Coreia do Sul      |

### Duplas
| Evento                         | Ouro                                                                      | Prata                                                                     | Bronze                                                                    |
| Miercurea Ciuc 2004 (detalhes) | Tatiana Kokoreva · Egor Golovkin · Rússia                                 | Mariel Miller · Rockne Brubaker · Estados Unidos                          | Elena Efaieva · Alexei Menshikov · Rússia                                 |
| 2005–2011                      | Não houve competição; 2006, 2007, 2010 e 2011 não houve disputa de duplas | Não houve competição; 2006, 2007, 2010 e 2011 não houve disputa de duplas | Não houve competição; 2006, 2007, 2010 e 2011 não houve disputa de duplas |

### Dança no gelo
| Evento                         | Ouro                                             | Prata                                         | Bronze                                          |
| Miercurea Ciuc 2004 (detalhes) | Anastasia Platonova · Andrei Maximishin · Rússia | Alexandra Zaretsky · Roman Zaretsky · Israel  | Meryl Davis · Charlie White · Estados Unidos    |
| 2005                           | Não houve competição                             | Não houve competição                          | Não houve competição                            |
| Miercurea Ciuc 2006 (detalhes) | Kristina Gorshkova · Vitali Butikov · Rússia     | Camilla Spelta · Marco Garavaglia · Itália    | Nadezhda Frolenkova · Mikhail Kasalo · Ucrânia  |
| Miercurea Ciuc 2007 (detalhes) | Vanessa Crone · Paul Poirier · Canadá            | Ekaterina Riazanova · John Guerreiro · Rússia | Ksenia Monko · Kirill Khaliavin · Rússia        |
| 2008–2009                      | Não houve competição                             | Não houve competição                          | Não houve competição                            |
| Braşov 2010 (detalhes)         | Ksenia Monko · Kirill Khaliavin · Rússia         | Anastasia Galyeta · Alexei Shumski · Ucrânia  | Lauri Bonacorsi · Travis Mager · Estados Unidos |
| Braşov 2011 (detalhes)         | Alexandra Stepanova · Ivan Bukin · Rússia        | Anastasia Galyeta · Alexei Shumski · Ucrânia  | Mackenzie Bent · Garrett MacKeen · Canadá       |